# Gérard Hardy
Pour les articles homonymes, voir Hardy.
Gérard Hardy est un monteur son français né le 17 mai 1950  en France.

## Filmographie (sélection)
- 1985 : Subway de Luc Besson
- 1985 : Harem d'Arthur Joffé
- 1987 : Chronique d'une mort annoncée (Cronaca di una morte annunciata) de Francesco Rosi
- 1990 : Alberto Express d'Arthur Joffé
- 1991 : Delicatessen de Marc Caro et Jean-Pierre Jeunet
- 1992 : Olivier, Olivier d'Agnieszka Holland
- 1993 : Tout ça... pour ça ! de Claude Lelouch
- 1993 : Arizona Dream d'Emir Kusturica
- 1994 : La Reine Margot de Patrice Chéreau
- 1995 : Par-delà les nuages (Al di là delle nuvole) de Michelangelo Antonioni et Wim Wenders
- 1995 : La Cité des enfants perdus de Marc Caro et Jean-Pierre Jeunet
- 1996 : Anna Oz d'Éric Rochant
- 1997 : Assassin(s) de Mathieu Kassovitz
- 1988 : Le Complot d'Agnieszka Holland
- 1998 : Que la lumière soit ! d'Arthur Joffé
- 1998 : Don Juan de Jacques Weber
- 1999 : Est-Ouest de Régis Wargnier
- 1999 : Rien sur Robert de Pascal Bonitzer
- 2000 : Harry, un ami qui vous veut du bien de Dominik Moll
- 2001 : Le Fabuleux Destin d'Amélie Poulain de Jean-Pierre Jeunet
- 2002 : Le Pianiste (The Pianist) de Roman Polanski
- 2003 : Pas sur la bouche d'Alain Resnais
- 2003 : France Boutique de Tonie Marshall
- 2004 : Un long dimanche de fiançailles de Jean-Pierre Jeunet
- 2005 : Lemming  de Dominik Moll
- 2006 : Le Concile de pierre de Guillaume Nicloux
- 2007 : La Clef de Guillaume Nicloux
- 2008 : L'Ennemi public nº 1 de Jean-François Richet
- 2008 : L'Instinct de mort de Jean-François Richet
- 2008 : Dante 01 de Marc Caro
- 2009 : Micmacs à tire-larigot de Jean-Pierre Jeunet
- 2009 : Les Herbes folles d'Alain Resnais
- 2011 : Le Moine de Dominik Moll
- 2012 : Cherchez Hortense de Pascal Bonitzer
- 2012 : Vous n'avez encore rien vu d'Alain Resnais
- 2013 : L'Extravagant Voyage du jeune et prodigieux T. S. Spivet de Jean-Pierre Jeunet

## Distinctions

### Récompenses
- César du meilleur son
  - en 2001 pour Harry, un ami qui vous veut du bien
  - en 2003 pour Le Pianiste
  - en 2004 pour Pas sur la bouche
  - en 2009 pour L'Instinct de mort-L'Ennemi public nº 1

### Nominations
- César du meilleur son
  - en 2002 pour Le Fabuleux Destin d'Amélie Poulain
  - en 2005 pour Un long dimanche de fiançailles
  - en 2010 pour Micmacs à tire-larigot
- BAFTA 2003 : British Academy Film Award du meilleur son pour Le Pianiste